# Chetogena echinata
Chetogena echinata är en tvåvingeart som först beskrevs av Louis-Paul Mesnil 1939.  Chetogena echinata ingår i släktet Chetogena och familjen parasitflugor.
Artens utbredningsområde är Madagaskar. Inga underarter finns listade i Catalogue of Life.